# 爬獸屬
爬獸屬為哺乳類戈壁尖齒獸科下已滅絕的一屬，體型約與負鼠或獾相當，包括兩個物種：碩爬獸（R. robustus）與巨爬獸（R. giganticus）。兩種爬獸均發現於白堊紀早期的中國，約於125-123.2百萬年前。其中碩爬獸是少數中生代哺乳類中具有明確證據顯示以脊椎動物為食的物種，包括恐龍，雖然仍無法確定碩爬獸是狩獵恐龍活體或是僅以恐龍的死屍為食。而巨爬獸則是目前已知中生代體型最大的哺乳動物。

## 發現史與分類學

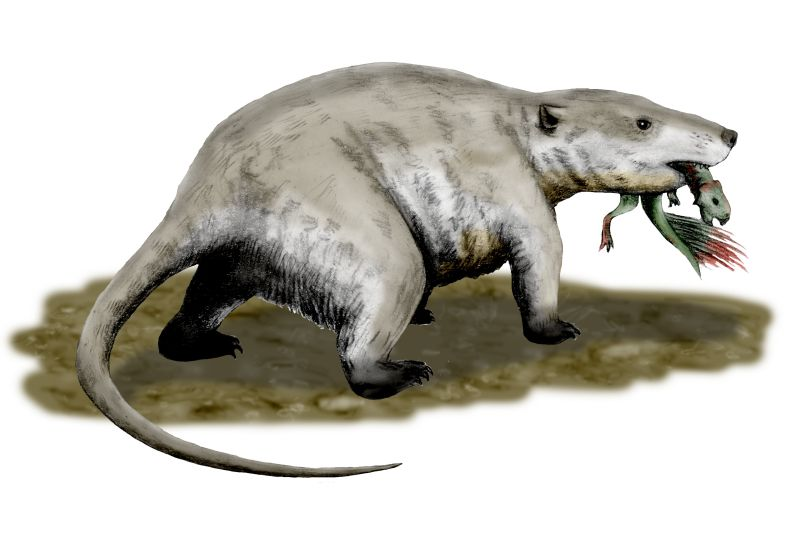
成功捕捉到鸚鵡嘴龍幼體的巨爬獸

爬獸的化石發現於中國遼寧省義縣組化石庫，地層年代約為125-123.2百萬年前的早白堊紀時期。
爬獸屬於真三尖齒獸目，是十分早期的哺乳動物，沒有現存近親。本屬中的碩爬獸於2000年由王元青與李傳夔等人發現並發表命名；巨爬獸則是於2005年由胡耀明、孟津、王元青、李傳夔等人發現並發表命名。目前這兩種為爬獸科（Repenomamidae）下唯二的物種，不過也有研究將爬獸屬置於戈壁尖齒獸科下，然而這分類形勢仍然存在著爭議。

## 描述

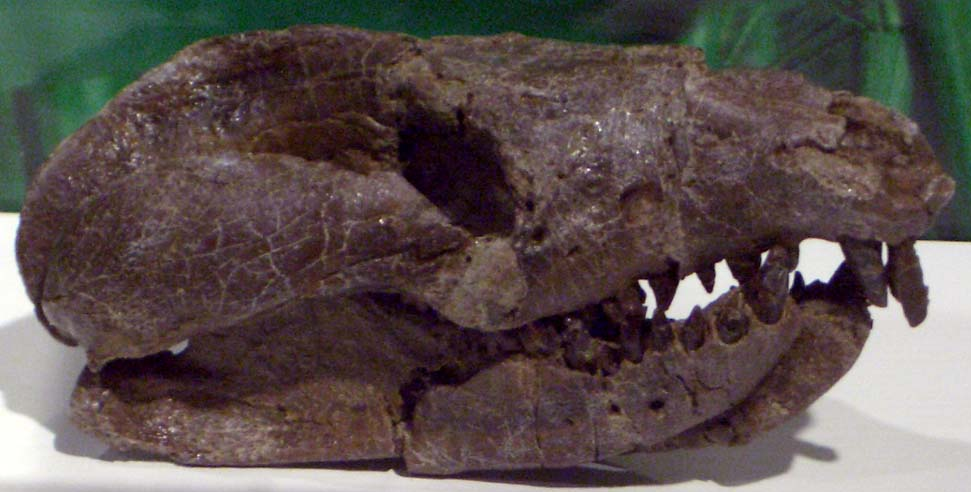
巨爬獸的顱骨化石

完整的骨架化石顯示爬獸為目前已知體型最大的中生代哺乳動物之一（與Schowalteria、Oxlestes、庫都克掠獸及Bubodens體型相當，而十字齒獸可能具有較爬獸巨大的體型）。成年碩爬獸的體型相當於現存的北美負鼠，估計體重約為4—6（8.8—13磅），而成年巨爬獸的體型則較碩爬獸大上50%，體長可達1米（3英尺3英寸），體重約為12—14（26—31磅）。事實上，爬獸屬的體型甚至超越了數種分布區域重疊的小型馳龍科恐龍，例如纖細盜龍。從肩膀與腿骨的構造看來，爬獸與其他小至中型獸亞綱哺乳動物一樣四肢為兩側延展，且為蹠行。和獸亞綱哺乳動物較不同的是，爬獸具有較延長的身體及較為粗短的四肢。
爬獸屬的齒列最初被認為是3.1.2.42.1.2.5，然而之後的研究認為其應該是 3.1.1.52.1.2.5。

## 古生物學

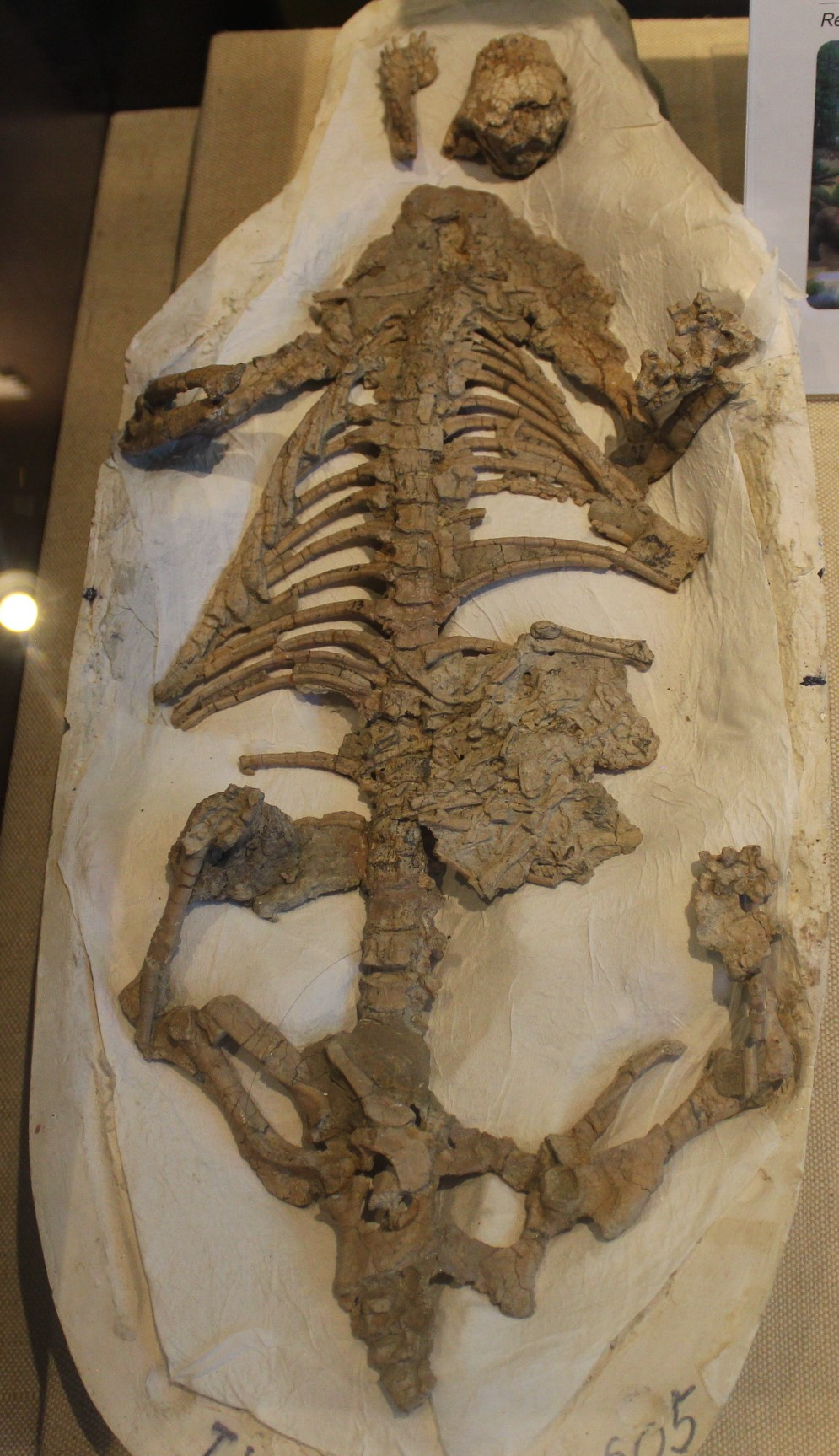
胃中帶有鸚鵡嘴龍殘骸的碩爬獸化石，展於中國古動物館

從爬獸屬的牙齒與下顎形式，與化石胃部位置發現到的鸚鵡嘴龍幼體破碎遺骸，顯示包括爬獸屬在內的部分中生代哺乳動物物種是以包括恐龍在內的脊椎動物為食的肉食性動物。在這之前，也曾發現具有三角齒獸咬痕的原鳥形龍腦殼化石。真三尖齒獸目物種普遍具有肉食性的傾向，體型近似的物種如戈壁尖齒獸、Jugulator與三尖齒獸也被認為可能以大型獵物為食，甚至有發現過腐食行為的證據。
和其他非胎盤動物哺乳動物一樣，爬獸屬具有外耻骨，這代表牠們可能像單孔目一樣產卵或是像有袋類那樣產下未發展完全的幼體。

## 外部連結
- "Prehistoric badger had dinosaurs for breakfast （页面存档备份，存于）". Michael Hopkin. Nature.com. January 12, 2005.
- "Fierce mammal ate dinos for lunch （页面存档备份，存于）". BBC News. January 12, 2005.